# Афричка траварка
Афричка траварка (лат. Saxicola torquata) је врста птице из породице мухарице (лат. Muscicapidae). 

## Изглед
Мужјаци ове врсте имају црну главу, бели предњи део врата, црна леђа, беле бокове и црн реп. Крила су црна и дуж горње унутрашње стране је бела шара. Горњи део груди је обично тамно наранџасто-црвене боје, са оштрим или постепеним преласком на белу или бледо наранџасту на доњем делу груди и стомаку у зависности од подврста. Код неких јединки, црно замењује наранџасто, делимично или у потпуности.
Женке имају браон главу, а по глави се назире светлија линија обрва, груди кестењасте боје, а мање белих шара на крилима. Перје оба пола је нешто тамније ван сезоне парења.

## Подврсте
Подврсте црноглаве траварке:

## Распрострањеност
Распрострањена је у Западној, Централној и Јужној Европи, Средњој и Централној Азији, деловима Блиског истока, Мале Азије, северне и подсахарске Африке. Селица је, осим у западним и јужним деловима Европе. Насељава сувља травната станишта, често са оскудном вегетацијом, степе, мозаична пољопривредна подручја, рудерална станишта (насипе, пруге, појасеве траве око путева, запуштена индустријска постројења, каменоломе и копове песка или шљунка) и др. Гнезди се на тлу. Храни се претежно инсектима и пауцима. Тренд европске популације је умерени пораст. У Србији се гнезди 6.000–9.000 парова, а популација је у порасту.